# Katsuhico Nakaya
Katsuhico Nakaya (Araçatuba, 22 de abril de 1957) é um treinador de atletismo e ex-velocista brasileiro. Competiu em duas edições de Jogos Olímpicos.

## Biografia
Nakaya é nissei, sendo filho de imigrantes japoneses vindos ao Brasil na década de 1920. Conheceu o esporte quando encontrou José dos Santos Primo, que apostou no potencial do jovem atleta, que havia marcado 11s9 nos 100 metros rasos em uma competição.
Conseguiu chegar aos Jogos Pan-Americanos de 1979, em Porto Rico. Não passou às semifinais, tendo sofrido uma lesão.
Nos Jogos Olímpicos de Verão de 1980, em Moscou, Nakaya conseguiu passar das duas primeiras baterias dos 100 metros rasos. Nakaya também disputou a mesma prova nos Jogos Olímpicos de Verão de 1984, em Los Angeles, ficando nas quartas de final. No revezamento 4x100m, conseguiu chegar à final.
Sua melhor exibição na carreira foi um 10s25, na Universíada de Verão de 1983, em Edmonton, no Canadá.
A partir de 1987, começou a trabalhar como treinador. Esteve como treinador de atletismo nos Jogos Olímpicos de 1996, 2004, 2008, 2012, 2016 e 2020 - em 2000, foi preparador físico da seleção feminina de handebol.